# 아는 여자
"아는 여자"는 2004년 6월 25일 개봉한 장진 감독의 코미디 영화이다.

## 줄거리
야구 투수인 치성은 9회 말 극적 상황에서, 관중석으로부터 들러오는 한 여자의 떠나가는 애인을 붙잡는 소리 때문에 수비해야 할 것을 망각하고 상대팀에게 승리를 안겨주게 된다. 그리고 그는 시한부 인생을 선포받았으며, 여자 친구는 떠나 버린다.

## 캐스팅

### 주요 인물
- 정재영 - 동치성 역
- 이나영 - 한이연 역

### 주변 인물
- 장영남 - 사고녀 역
- 오승현 - 치성의 옛 애인 역
- 정규수 - 노의사 역
- 박선우 - 도둑 역

### 그 외
- 조덕현 - 술집 주인 역
- 박정기 - 형사 역
- 임승대 - 의사 역
- 최대훈 - 11번 역
- 김학규 - 13번 역
- 송형석 - 코치 역
- 임하룡 - 반장 역
- 류승룡 - 강도 1 역
- 이지용 - 강도 2 역
- 유민석 - 치성 부 역
- 이민정 - 이연 친구 역
- 서국현 - 감독 역
- 장진 - 안경낀 형사 역
- 김혜나 - 주유원 역
- 이철민 - 사내 역
- 한승희 - 도둑 아내 역
- 이재용 - 앵커 역
- 홍성범 - 해설 역
- 김수용 - 어린 치성 역
- 장가을 - 어린 이연 역
- 오형석 - 투수 코치 역
- 김대령 - DJ 1 역
- 최일화 - DJ 2 역
- 손선애 - DJ 3 역
- 민지영 - DJ 4 역
- 이은석 - 패널 역
- 김지경 - 은행 직원 역
- 김난휘 - 애인 친구 역
- 정승우 - 사고남 역
- 김준혁 - 강도들 역
- 장석주 - 강도들 역
- 임미연 - 강도들 역
- 박윤영 - 강도들 역
- 황기원 - 강도들 역
- 지상용 - 강도들 역
- 지상민 - 강도들 역
- 김혜정 - 이연 모 역
- 예민정 - 대리점 직원 역
- 권혁 - 순경 역
- 박미숙 - 점원 역
- 조은정 - 스튜어디스 역
- 윤주희 - 스튜어디스 역

## 평가
장진 감독 특유의 위트와 재미있는 이야기 구성으로 관객과 논단의 호평을 받았다.특히 이나영은 기존 배우 유망주에서 탈피하는 멋진 연기를 보여주었고, 이 영화를 통해 청룡영화제 여우 주연상을 수상하기도 하였다. 극중 정재영이 맡은 동치성이 두산 베어스의 외야수이기 때문에, 영화의 배경으로 잠실 야구장이 자주 등장한다. 동치성의 등번호는 27번인데, 실제 박명환 선수의 등번호라 한다.

## 삽입곡
| #  | 제목                  | 작사   | 작곡   | 편곡   | 재생 시간 |
| -- | --------------------- | ------ | ------ | ------ | --------- |
| 1. | 아는 여자 (Day Light) | Minuki | 박근태 | 조영수 | 4:12      |
| 2. | 모르죠 (조영수)       | 안영민 | 조영수 | 조영수 | 3:59      |
| 3. | 사랑하니까요 (고현욱) | 안영민 | 안영민 | 조영수 | 3:38      |
| 4. | 떠나줘 (이결)         | 안영민 | 윤원권 | 윤원권 | 2:49      |